# Ebony (Zeitschrift)
Ebony ist eine monatlich erscheinende Zeitschrift für eine überwiegend afroamerikanische Leserschaft in den Vereinigten Staaten. Die Zeitschrift wurde von John H. Johnson gegründet und erscheint seit Herbst 1945.
Die Titelblätter der frühen Ausgaben zeigten Schauspielerinnen wie Lena Horne und Dorothy Dandridge, später auch bekannte Musiker wie Michael Jackson oder Politiker wie Barack Obama. Immer optimistisch gestimmt wie die vergleichbare Zeitschrift  Life, stärkte sie das Selbstbewusstsein der Afroamerikaner. Zum ersten Mal erschienen in Ebony Anzeigen großer amerikanischer Unternehmen mit schwarzen Modellen, die Luxusautos fuhren und Softdrinks tranken.
Einer der Chefredakteure war der geborene Deutsche Hans-Jürgen Massaquoi, Autor der Autobiographie Destined to Witness (deutscher Titel: Neger, Neger, Schornsteinfeger), ein Buch über seine Jugend als schwarzer Junge in Nazideutschland. Herausgeber war von 1949 bis 1987 Herbert Nipson (1916–2011).